# Mitterberg-Sankt Martin
Mitterberg-Sankt Martin est une municipalité depuis 2015 dans le district de Liezen en Styrie, en Autriche.
Elle a été créée dans le cadre de la réforme structurelle des municipalités de Styrie à la fin de 2014, par la fusion des communes de  Mitterberg et Sankt Martin am Grimming.